# Humedales de la cuenca de Chepu
Los humedales de la cuenca de Chepu se encuentran ubicados en la cuenca del río Chepu, en la isla de Chiloé de la Región de Los Lagos, Chile. 
Su importancia radica en sus ríos y humedales continentales que son hábitat de diferentes especies de mamíferos, aves, y anfibios nativos en un ambiente lacustre cuyas aguas provienen de las cimas de la cordillera del Piuchén. Como reservorios de agua dulce son el origen de cursos de agua con turberas ombrotróficas pulvinadas.
Varias áreas del humedal, con un total de 1900 hectáreas, han sido declaradas santuario de la naturaleza de Chile desde 2020.